# Luigi Persico
Luigi Persico (Napoli, 1791 – Marsiglia, 1860) è stato uno scultore italiano.
Autore della statua della Religione a Gaeta, emigrò negli USA nel 1815; ivi ottenne l'incarico di scolpire alcune statue del frontone del Campidoglio di Washington.